# Зоншайн, Семён Иосифович
Семён Иосифович Зоншайн (5 октября 1898, Белосток, Гродненская губерния — 7 августа 1978, Москва) — инженер-конструктор, доктор технических наук, преподаватель, декан и заведующий кафедрами в двух московских авиационных институтах.

## Биография

### Ранние годы
Родился в Белостоке в семье Иоселя Зораховича Зуншайна (Зоншайна) и Хинки Вольфовны Зуншайн. 
С 12 лет работал подмастерьем в красильной мастерской, потом научился водить машину и был помощником шофёра. Параллельно занимался самообразованием и в 1915 году поступил в седьмой класс Дорогобужской гимназии (все экзамены сдал экстерном). Через два года окончил курс среднего образования и получил аттестат с отличием (в настоящее время аттестат хранится в Главархиве Москвы). В мае 1918 года вступил добровольцем в Красную Армию и воевал составе 1-й Кавказской кавалерийской дивизии в должности командира технического эскадрона. Дивизия позднее вошла в состав Первой конной армии, где Зоншайн воевал под командованием Семёна Будённого
После серьёзного ранения в 1922 году вышел в отставку.

### Работа в авиационной промышленности
В 1924 году Зоншайн окончил Московское высшее техническое училище. 
По окончании училища был распределён в конструкторское бюро, которым руководил Николай Поликарпов. Вскоре Зоншайн стал главным инженером на одном из опытных заводов. Участвовал в создании самолёта По-2. Его роль в разработке По-2 была настолько значительна, что Георгий Черемухин в своих мемуарах так её охарактеризовал:

Мало кому известно, что Семен Осипович Зоншайн был фактически главным конструктором знаменитого учебного самолета У-2 (По-2).

### Научно-педагогическая работа
В октябре 1929 года Зоншайн был назначен заведующим кафедрой конструкции и деталей самолётов МАИ. С 1931 по 1932 годы работал в должности заместителя директора института по научно-учебной работе, а также заведовал кафедрой № 101 «Проектирование самолётов» (1930—1933). В период с 1938 по 1939 годы работал деканом факультета «Авиационная техника» (факультет № 1). Впоследствии заведовал кафедрой аэродинамики и конструкции летательных аппаратов МАТИ (1943 — 1960-е).
Свою первую обобщающую научную работу по проблемам безопасности полётов Зоншайн подготовил и опубликовал в период работы в Комиссии Академии наук СССР по реконструкции транспорта. Его работа получила высокую оценку в отзыве руководителя комиссии академика С. А. Чаплыгина:

... я лично наблюдал работу С.И. в авиабригаде Академии наук по реконструкции транспорта, так как эта бригада находилась под непосредственным моим руководством. Здесь С.И. было поручено изучить и представить обширный материал по вопросу безопасности полёта и ... дать для авиабригады подробный доклад о необходимых мерах и условиях безопасности в применении к авиатранспорту Союза. Работа эта выполнена блестяще и в настоящее время заканчивается печатанием. Я полагаю, что даже одна эта работа сама по себе настолько существенна, что даёт право автору на получение степени кандидата технических наук без защиты диссертации.
Ученая степень кандидата технических наук была присвоена Зоншайну в 1936 году.
Впоследствии он стал доктором технических наук (1941) и профессором.

### Смерть
Семён Иосифович Зоншайн последние годы жил в Москве, он умер 7 августа 1978.